# Ади Парашакти
Ади Парашакти (санскр. आदि पराशक्ति) — ипостась верховной богини Деви в направлении индуизма шактизме. Форма Шакти, женской энергии Вселенной. Она также отождествляется Махадеви («Великой богиней») или Парашакти («великой женской силой»). Почитаемая по всей Индии, Ади Парашакти воспевается в гимне под названием Лалита-сахасранама.

## Инкарнации
Ади Парашакти в первый раз воплотилась в мире как Сати, дочь бога Дакши и царицы Прасути. Сати стала первой женой Шивы, а после её самоубийства перевоплотилась в Парвати, вторую жену Шивы. Таким образом, Парашакти — спутница и жена великого бога Шивы и «Мать вселенной». На Земле Парашакти проявляется через плодородие, а также встречается в пассивной форме у мужчин.